# Bouchain
Bouchain è un comune francese di 4 131 abitanti situato nel dipartimento del Nord, nella regione dell'Alta Francia.

## Società

### Evoluzione demografica
Abitanti censiti